# Orpheus-Opern

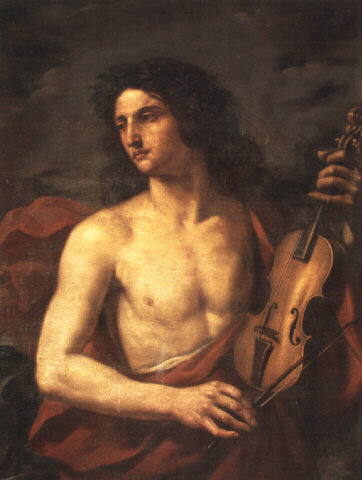
Orpheus mit Violine auf einem Bild von Cesare Gennari aus dem 17. Jahrhundert

Opern auf Basis des Orpheus-Mythos, und speziell der Geschichte von Orpheus’ Reise in die Unterwelt, um seine verstorbene Gemahlin Eurydike zu retten, standen als Stoffe am Anfang der Gattung und werden auch noch im 21. Jahrhundert geschrieben. Orpheus, der griechische Heros, dessen Gesang sowohl die wilden Tiere als auch die Götter rührte, sogar Bäume und Felsen zum Tanzen verführte, wurde im Laufe der Jahrhunderte zu einem emblematischen Beispiel für die Kraft der Musik.
Hier folgt eine kommentierte Liste der Opern (und Arbeiten verwandter Genres) auf Basis dieses Mythos. Die Arbeiten sind angeführt nach Komponisten und nach dem Jahr der Erstaufführung gereiht. Wo keine Aufführungsdaten nachweisbar sind oder eine Aufführung nie stattfand, wurde (bestmöglich) das Jahr der Komposition angegeben. 

## 1600–1700
- 1600 – Jacopo Peri: Euridice, die erste echte Oper, deren Musik die Jahrhunderte überdauert hat.[2]
- 1602 – Giulio Caccini: Euridice[3]
- 1607 – Claudio Monteverdi: L’Orfeo, weithin als erste Oper der Geschichte angesehen, seit den 1980er Jahren wieder häufig gespielt.[4]
- 1616 – Domenico Belli: Orfeo dolente, eine Gruppe von intermedi zwischen den Akten von Tassos Aminta
- 1619 – Stefano Landi: La morte d’Orfeo[5]
- 1647 – Luigi Rossi: Orfeo, eine der ersten Opern, die in Frankreich aufgeführt wurden. Rossis eigene Frau starb, während er das Werk komponierte.[6]
- 1654 – Carlo d’Aquino: Orfeo
- 1659 – Johann Jacob Löwe: Orpheus von Thracien
- 1672 – Antonio Sartorio: Orfeo[7]
- 1673 – Matthew Locke: Orpheus and Euridice, eine Masque, die zwischen den Akten von Elkanah Settles Die Kaiserin von Marokko aufgeführt wurde.
- 1676 – Giuseppe di Dia: Orfeo
- 1677 – Francesco della Torre: Orfeo
- 1683 – Johann Philipp Krieger: Orpheus und Eurydice
- 1683 – Antonio Draghi: La lira d' Orfeo
- 1686/1687 – Marc-Antoine Charpentier: La descente d’Orphée aux enfers
- 1689 – Bernardo Sabadini: Orfeo
- 1690 – Louis Lully: Orphée
- 1698 – Reinhard Keiser: Die sterbende Eurydice oder Orpheus
- 1699 – André Campra: Orfeo nell’inferni

## 1701–1800
- 1701 – John Weldon: Orpheus and Euridice
- 1715 – Johann Joseph Fux: Orfeo ed Euridice
- 1726 – Georg Philipp Telemann: Orpheus
- 1740 – John Frederick Lampe: Orpheus and Eurydice
- ca. 1740 – Jean-Philippe Rameau (unvollendet)
- 1749 – Giovanni Alberto Ristori: I lamenti d’Orfeo
- 1750 – Georg Christoph Wagenseil: Euridice
- 1752 – Carl Heinrich Graun: Orfeo
- 1762 – Christoph Willibald Gluck: Orfeo ed Euridice (französische Version Orphée et Euridice von 1774)[8]
- 1767 – François Hippolyte Barthélemon: The Burletta of Orpheus
- 1775 – Antonio Tozzi: Orfeo ed Euridice
- 1776 – Ferdinando Bertoni: Orfeo ed Euridice (auf das gleiche Libretto wie Christoph Willibald Glucks bekannteres Werk)[9]
- 1781 – Luigi Torelli: Orfeo
- 1785 – Friedrich Benda: Orpheus[10]
- 1786 – Johann Gottlieb Naumann: Orpheus og Eurydice[11]
- 1788 – Carl Ditters von Dittersdorf: Orpheus der Zweyte
- 1788 – Johann Friedrich Reichardt: Orpheus
- 1789 – Vittorio Trento: Orfeo negli Elisi
- 1791 – Joseph Haydn: L’anima del filosofo, ossia Orfeo ed Euridice
- 1791 – Ferdinando Paër: Orphée et Euridice
- 1792 – Peter von Winter: Orpheus und Euridice
- 1793 – Prosper-Didier Deshayes: Le petit Orphée (eine Parodie auf Glucks Oper)
- 1796 – Luigi Lamberti: Orfeo
- 1796 – Francesco Morolin: Orfeo ed Euridice
- ca. 1796, vor 1797 – Antoine Dauvergne: Orphée (nicht aufgeführt)
- 1798 – Gottlob Bachmann: Der Tod des Orpheus/Orpheus und Euridice

## 1801–1900
- 1802 – Carl Conrad Cannabich: Orpheus
- 1807 – Friedrich August Kanne: Orpheus
- 1813 – Ferdinand Kauer: Orpheus und Euridice, oder So geht es im Olympus zu
- 1814 – Marchese Francesco Sampieri: Orfeo (Kantate?)
- 1858 – Jacques Offenbach: Orphée aux enfers (Operette)[12]
- 1860 – Gustav Michaelis: Orpheus auf der Oberwelt
- 1867 – Karl Ferdinand Konradin: Orpheus im Dorfe (Operette)

## 1901–2000
- 1907 – Fernando de Azevedo e Silva: A morte de Orfeu
- 1907–16 – Claude Debussy (unvollendet)
- 1913 – Jean Roger-Ducasse: Orphée, wurde an der Opéra Garnier in einer Produktion von Ida Rubinstein uraufgeführt.
- 1925 – Gian Francesco Malipiero: L’Orfeide, Zyklus in drei Teilen: I. La morte delle maschere, II. Sette canzoni, III. Orfeo[13]
- 1925 – Darius Milhaud: Les malheurs d’Orphée, Kammeroper nach einem Libretto von Armand Lunel.[14]
- 1926 – Ernst Krenek: Orpheus und Eurydike[15]
- 1932 – Alfredo Casella: La favola d’Orfeo, Kammeroper nach Polizianos L’Orfeo[16]
- 1951 – Pierre Schaeffer: Orphée 51
- 1953 – Pierre Schaeffer, Pierre Henry: Orphée 53
- 1956 – Tom Jobim, Vinícius de Moraes: Orfeo da Conceição (im Kino: Orfeu Negro)
- 1978 – Hans Werner Henze: Orpheus (Wiener Version 1986)
- 1983 – Reinhard Febel: Euridice
- 1986 – Harrison Birtwistle: The Mask of Orpheus[17]
- 1993 – Philip Glass: Orphée, Kammeroper mit einem Libretto des Komponisten auf Basis von Jean Cocteaus Film Orphée
- 1996 – Lorenzo Ferrero: La nascita di Orfeo, musikalische Aktion in einem Akt, Libretto von Lorenzo Ferrero und Dario Del Corno, uraufgeführt am Teatro Filarmonico von Verona

## Ab 2001
- 2005 – Ricky Ian Gordon: Orpheus and Euridice, ein einstündiger Zyklus in 2 Akten.